# هونغ جيونغ-هو
هونغ جيونغ-هو مواليد 12 أغسطس 1989 في كوريا الجنوبية، هو لاعب كرة قدم كوري جنوبي يلعب مع نادي جيانغسو سونينغ في الدوري الصيني الممتاز كمدافع. مثّل منتخب كوريا الجنوبية لكرة القدم. سبق له أن لعب في كأس العالم لكرة القدم مع منتخب بلاده. بدأ هونغ جيونغ-هو مسيرته الرياضية عام 2010 مع جيجو يونايتد.

## روابط خارجية
- هونغ جيونغ-هو على موقع الاتحاد الدولي (مؤرشف)  (الإنجليزية)
- هونغ جيونغ-هو على موقع دوري كوريا الجنوبية (الإنجليزية)
- هونغ جيونغ-هو على موقع قاعدة بيانات كرة القدم.إي يو (الإنجليزية)
- هونغ جيونغ-هو على موقع ناشيونال فوتبول تيمز (الإنجليزية)
- هونغ جيونغ-هو على موقع Soccerway.com (الإنجليزية)
- هونغ جيونغ-هو على موقع عالم كرة القدم.نت (الإنجليزية)
- هونغ جيونغ-هو على موقع AS.com (الإسبانية)